# Supercoppa di Cipro 2013
La 45ª edizione della Supercoppa di Cipro si è svolta il 17 agosto 2013 allo Stadio Neo GSP di Nicosia tra l'APOEL, vincitrice della A' Katīgoria 2012-2013, e l'Apollōn Limassol, vincitrice della coppa nazionale.
A vincere il trofeo è stato, per la tredicesima volta nella sua storia, l'APOEL.

## Tabellino
| Arbitro: | Anastasiou |

|                  |           |  |
| Mário Sérgio 35’ | Marcatori |  |